# Molgolaimus typicus
Molgolaimus typicus is een rondwormensoort uit de familie van de Desmodoridae. De wetenschappelijke naam van de soort is voor het eerst geldig gepubliceerd in 1992 door Furstenberg & Vincx.